# Zethes pericymatis
Zethes pericymatis là một loài bướm đêm trong họ Erebidae.